# Lorenz Schmidt (Theologe)
Johann Lorenz Schmidt (* 30. November 1702 in Zell bei Schweinfurt; † 19./20. Dezember 1749 in Wolfenbüttel) war ein deutscher Theologe der frühen Aufklärung.

## Leben
Schmidt, der Sohn des Pastors Johann Heinrich Schmidt (1671–1725) an der Matthäuskirche in Zell und der Pfarrerstochter Anna Erika Hartmann (1676–1710), studierte nach dem Schulbesuch in Schweinfurt ab 1720 Theologie und Mathematik in Jena. In dessen letztem Lebensjahr unterstützte er 1724/25 seinen Vater, der inzwischen Diakon an der Johanniskirche in Schweinfurt geworden war. Da es ihm der Stadtrat verübelte, dass er pietistische Konventikel abhielt, musste er die Stadt verlassen. Daraufhin setzte er sein Studium in Halle fort, zunächst in der Absicht, sich in den Franckesche Stiftungen zum Missionar ausbilden zu lassen. Stattdessen begeisterte er sich für die Philosophie des Aufklärers Christian Wolff, der zwei Jahre zuvor aus Halle vertrieben worden war, und nahm eine Stelle als Hauslehrer der Söhne des Grafin Amöne Sophie Friederike von Löwenstein-Wertheim-Virneburg (1684–1746) in Wertheim an, verbunden mit der Option, anschließend Rektor der örtlichen Lateinschule zu werden.
Während dieser Zeit arbeitete an einer Bibelübersetzung, der Wertheimer Bibel, deren erster Teil, die fünf Bücher Mose, unter dem Titel Die Göttlichen Schriften vor den Zeiten des Meßias Jesus 1ster Theil, welcher die Gesetze der Israeliten in sich begreifet. Nach einer freyen Übersetzung, welche durch und durch mit Anmerkungen erläutert, und bestätiget wird Ostern 1735 anonym in Wertheim erschien. Darin übertrug er die Bibel einerseits in die damalige Umgangssprache und versuchte andererseits, apologetisch ihre Vernunftmäßigkeit zu beweisen. Beeinflusst war dieses Werk durch Jean Leclercs 1733 auf Deutsch erschienenen Kommentar zu den fünf Büchern des Propheten Moses. In seiner freien Übersetzung konzentrierte sich Schmidt auf den Literalsinn der Texte und wandte sich gegen eine mystisch-allegorische oder christlich-messianische Deutung. Stellen, an denen im hebräischen Originaltext Gott direkt spricht oder wirkt, änderte er ab. So übersetzte er Gen 1,3  mit „Es wurde aber bald auf derselben [sc. der Erde] etwas helle, wie es die göttliche Absicht erforderte.“ Wundergeschichten erklärte er entweder als natürliches Geschehen oder mit dem unaufgeklärten Vorstellungen der damaligen Menschen. Der Übersetzung waren insgesamt 1592 Anmerkungen beigegeben, in denen die wörtliche Übersetzung der hebräischen Worte und der historische Zusammenhang dargestellt wurden, die Schmidts freie Übersetzung stützten.

Der rationalistisch übersetzte Pentateuch entfachte einen Sturm der Entrüstung unter den orthodoxen Lutheranern und den Pietisten, die die Lutherbibel herabgesetzt und die traditionelle Lehre von der Heiligen Schrift als inspiriert in Frage gestellt sahen. Aber auch Rationalisten wie Wolff und Johann Lorenz von Mosheim, die zuvor ihre Zustimmung zum Druck der Wertheimer Bibel gegeben hatten, distanzierten sich nun. Es erschienen mehrere Gegenschriften. Fritz Mauthner, der die Wertheimer Bibel, ihren Verfasser und den Streit darum im dritten Band Der Atheismus und seine Geschichte im Abendlande ausführlich beschrieb, fasste zusammen: 

„es hat einen Sturm im theologischen Sumpf hervorgerufen, einen Zorn, zu dessen Verständnis wir uns heute kaum mehr hinabsenken können. Was man ihm so übel nahm, war zunächst die Verwegenheit, den durch eine Tradition von 200 Jahren beinahe geheiligten Text Luthers verdrängen zu wollen; dann aber war es der Wolffsche Rationalismus, mit welchem er den Urtext wörtlich wiedergab (z. B. „ein starker Wind“ wehte über den Wassern, anstatt „der Geist Gottes“)* und mit welchem er in zahlreichen und oft überflüssigen Anmerkungen die Bibelworte schlicht erklärte, in der durchgehenden Absicht, alle Weissagungen des Alten Testaments, die auf Jesus Christus nämlich, kritisch abzulehnen. Er wurde für einen Religionsspötter erklärt, und besonders der bösartige Fanatiker Joachim Lange hetzte die evangelische Kirche und den Reichsfiskal hinter ihm her. Der Schutz des gräflichen Hauses Wertheim, wo er als Erzieher der jungen Herren lebte, konnte ihm nicht viel helfen, weil die fürstliche Linie des Hauses die Befehle des Kaisers auszuführen sich anschickte; doch ließ man ihn nach der Konfiskation des Buches und nach seiner Verhaftung (1737) freundlich entkommen, nach Altona, ...“

Schließlich wurde Verkauf und Verbreitung des Werks, weil „darin mittelst höchst strafmäßiger Verfälschung des Grundtextes und demselben aufgedrungener ganz verkehrter Auslegung die vornehmsten Grundsätze der christlichen Lehre auf eine fast nie erhörte Weise untergraben“ würde, am 15. Januar 1737 durch ein kaiserliches Patent sowohl in katholischen als auch in evangelischen Gebieten verboten. Daraufhin ließ der katholische Graf Karl Thomas zu Löwenstein-Wertheim-Rochefort, der sich mit den jungen Grafen von Löwenstein-Wertheim-Virneburg die Regierung teilte, Schmidt verhaften. Bei seinem Verhör bekannte Schmidt sich zu seinem Werk und berief sich auf die evangelische Glaubensfreiheit. Unterstützt von den Virneburger Grafen konnte er 1738 aus dem Arrest zum Markgrafen von Ansbach fliehen.
In der Folgezeit lebte er bis 1746 unter dem Namen Schröder als Übersetzer und Hauslehrer bei Hermann Samuel Reimarus in Hamburg und Altona. Zu den von ihm übersetzten Werken gehörten neben nachgelassenen Werke Spinozas, der  Opera postuma, die er nicht unter dessen Namen, sondern nur mit den Anfangsbuchstaben B. d. S. herausgab, Matthew Tindals Christianity as Old as the Creation. Ende 1746 erhielt er noch vor Gotthold Ephraim Lessing in Wolfenbüttel unter dem Namen Schröder eine Anstellung als Hofmathematiker.
Lessing hatte Schmidt, der bereits 1749 ohne Nachkommen verstorben war, für den wahrscheinlichen Autor der Wolfenbüttler Fragmente ausgeben, die er ab 1774 als Fragmente eines Ungenannten herausgegeben hatte und welche im Fragmentenstreit große Aufgeregtheit hervorgerufen hatten, damit Hermann Samuel Reimarus, der wahre Verfasser, nicht bekannt würde.

## Museale Rezeption
In der 2022 überarbeiteten Dauerausstellung Luther und die Bibel des Lutherhauses Eisenach können einzelne Bibelstellen der Wertheimer Bibel in einer interaktiven Medienstation mit der Übersetzung der Lutherbibel verglichen werden. Zu den Besonderheiten von Schmidts Übersetzung gibt es an den entsprechenden Stellen jeweils Erläuterungen.

## Werke
- Die Göttlichen Schriften vor den Zeiten des Meßias Jesus 1ster Theil, welcher die Gesetze der Israeliten in sich begreifet. Nach einer freyen Übersetzung, welche durch und durch mit Anmerkungen erläutert, und bestätiget wird. Wertheim 1735 (Digitalisat).
- Sammlung derienigen Schriften, welche bey Gelegenheit des wertheimischen Bibelwerks für oder gegen dasselbe zum Vorschein gekommen sind. 1738.